# Chrysolina koktumensis
Chrysolina koktumensis é uma espécie de artrópode pertencente à família Chrysomelidae.